# You Can Dance

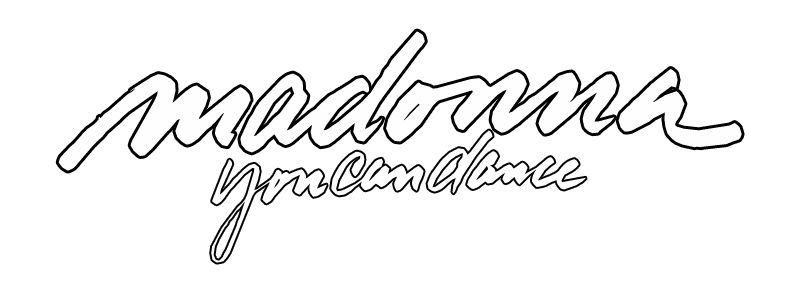
logo

You Can Dance is een album van zangeres Madonna. Dit remix-album dateert uit 1987, en bevat remixen van nummers van haar eerste drie studioalbums, plus het nieuwe nummer Spotlight. In de jaren '80 was remixen nog een nieuw concept en een nieuwe technologie, waarbij een bepaalde vocale frase eindeloos kon worden gekopieerd, herhaald, in stukjes gehakt, in toonhoogte omhoog en omlaag getransponeerd en meer echo, nagalm, hoge tonen of lage tonen kon krijgen. Madonna raakte destijds geïnteresseerd in het concept. Ze had er een hekel aan wanneer anderen haar nummers remixten en besloot dat ze dat zelf wilde doen voor een album. Hiervoor riep ze de hulp in van onder andere John "Jellybean" Benitez met wie ze goed bevriend was. Van You Can Dance werden wereldwijd 5 miljoen exemplaren verkocht. 

## Nummers
1. Spotlight
2. Holiday
3. Everybody
4. Physical Attraction
5. Over and Over
6. Into the Groove
7. Where's the Party

Op de cassette en cd-versies van het album zijn extra dub-versies opgenomen.